# 中国国际航空内蒙古公司
中國國際航空內蒙古公司是一家位于内蒙古自治区的航空公司，其基地为呼和浩特白塔国际机场。 由中国国际航空和内蒙古国有资产运营有限公司共同出资10亿元组成，于2012年8月23日正式揭牌，并于2014年1月8日首航呼和浩特-北京。
截至2021年3月，中國國際航空內蒙古公司共拥有9架波音737系列飞机。

## 历史

### 中国民航内蒙古运营部门时期
1959年7月，中国民航内蒙古自治区管理局成立。
1966年，民航第11飞行大队由北京迁至呼和浩特白塔机场，建立起内蒙古自治区第一个永久性的飞行基地。
1969年，第11飞行大队奉令转场后，留在呼和浩特的1个飞行中队和1个机务分队，组建民航北京管理局独立飞行中队，并于1981年扩编为民航第24飞行大队，划入民航内蒙区局建制。
1987年，4架BAE146飞机先后降落在呼和浩特白塔机场，这标志着内蒙古航空由螺旋桨时代跨入喷气时代:420，当年7月投入运营:604。当年先后开辟了呼和浩特—北京—西安，呼和浩特—北京—石家庄—上海等9条区内外航线。

### 国航内蒙古分公司时期

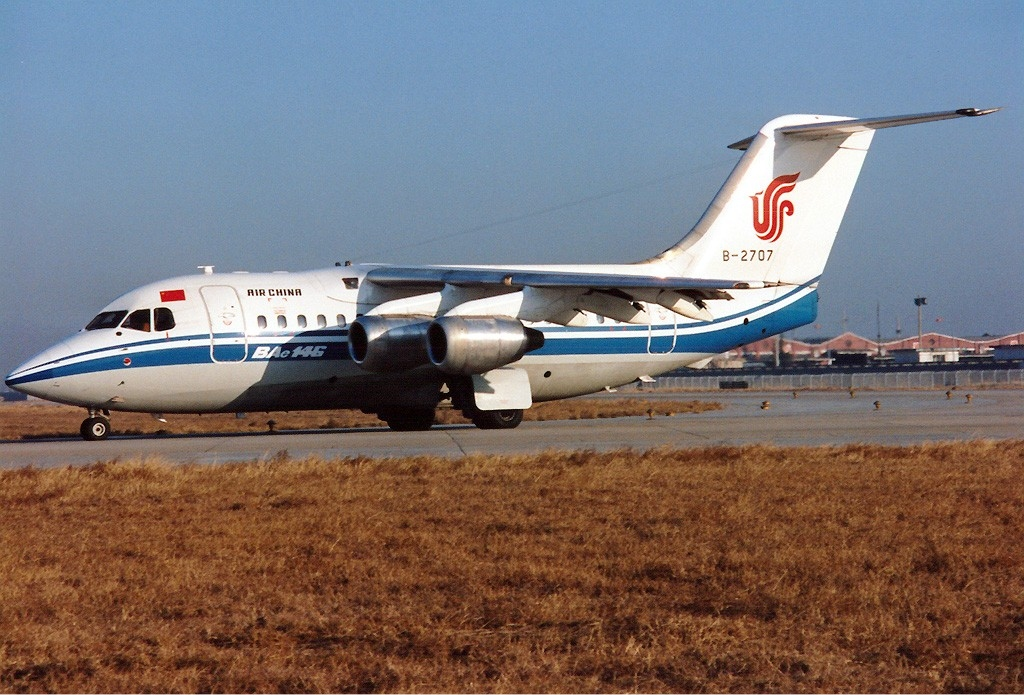
国航内蒙古分公司执管的BAe 146

1990年3月，中国民航系统开始实行管运分离改革，民航第24飞行大队、航空工程科、运输销售等部门划出筹建中国国际航空公司内蒙古分公司并于同年7月24日成立:469。
1993年首次引进波音737-300飞机。
1996年5月3日，国航内蒙古分公司正式开通了海拉尔－赤塔国际航线:624。
2002年10月26日晚10时，随着CA1138航班平稳地降落在呼和浩特白塔机场，国航内蒙古分公司4架BAE146飞机正式宣布停航，国航内蒙古分公司开始单一执管波音737-300飞机。

### 国航内蒙古时期

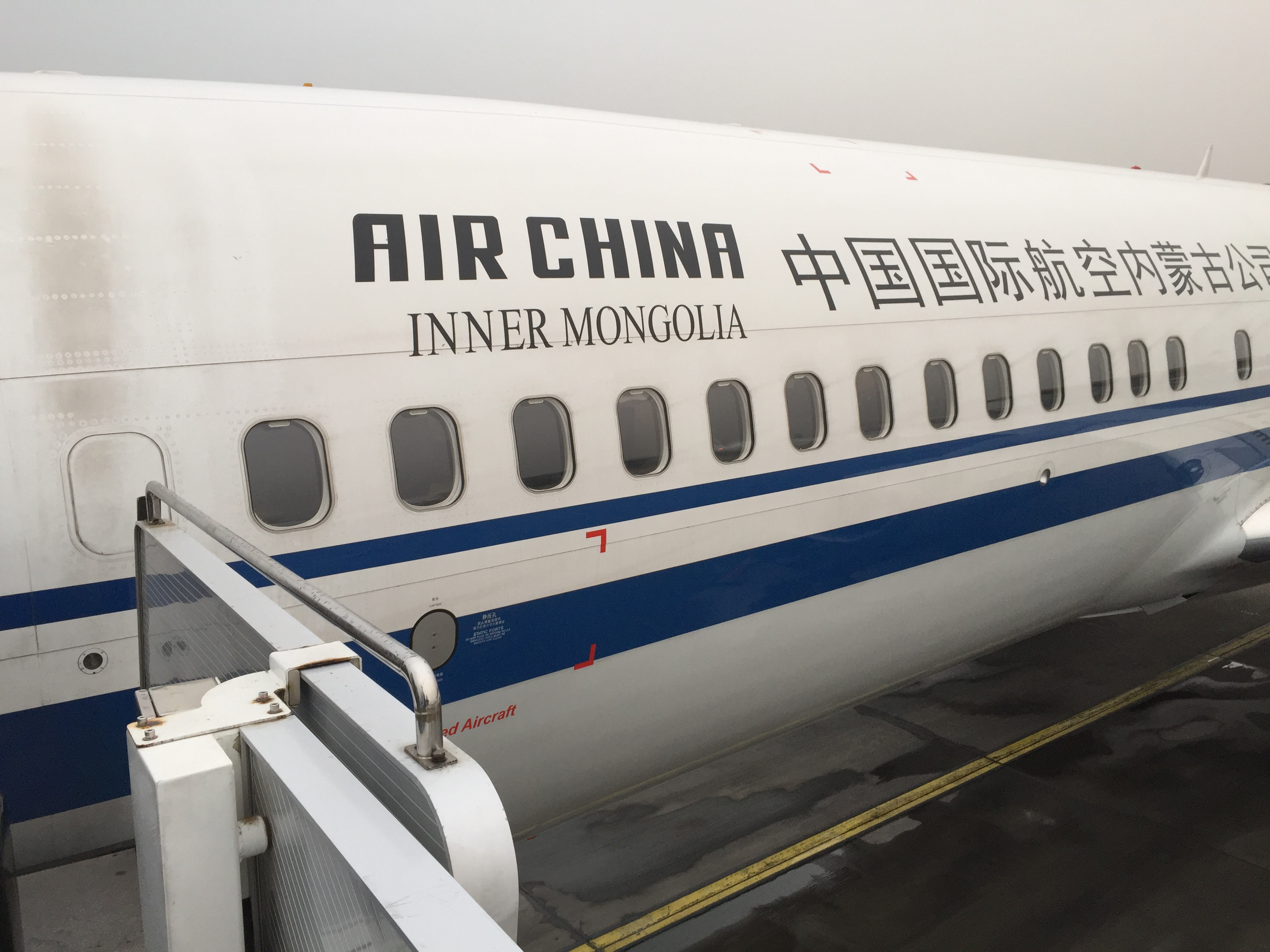
国航内蒙古公司的机身标识

2012年07月24日，中国民航局批准中国国航以原先内蒙古分公司为基础，筹建中国国际航空内蒙古有限公司的申请。拟筹建公司注册资本10亿元。
2012年8月23日，正式揭牌。
2014年1月8日，新公司首航呼和浩特-北京。

## 航线

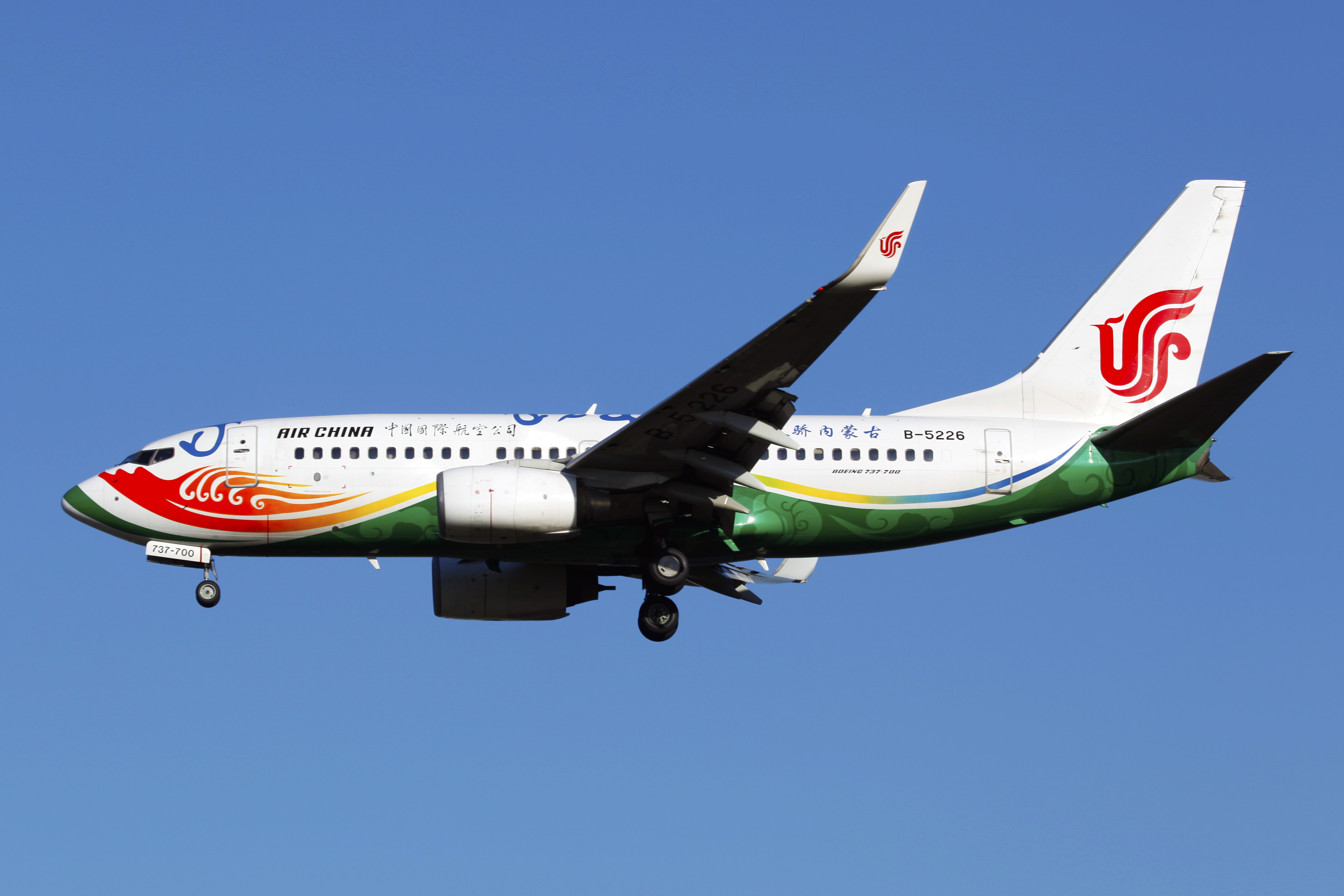
内蒙古航空一架波音 737-700 客机

2021 夏秋航季
| 航班号                              | 航程              | 经停点 |
| CA1687/CA8117/CA8123/ CA8107/CA8127 | 呼和浩特-通辽     |        |
| CA1688/CA8118/CA8124/ CA8108/CA8128 | 通辽-呼和浩特     |        |
| CA8121                              | 呼和浩特-郑州     |        |
| CA8121                              | 郑州-厦门         |        |
| CA8121                              | 呼和浩特-厦门     | 郑州   |
| CA8122                              | 厦门-郑州         |        |
| CA8122                              | 郑州-呼和浩特     |        |
| CA8122                              | 厦门-呼和浩特     | 郑州   |
| CA1627/CA8133                       | 呼和浩特-赤峰     |        |
| CA1628/CA8134                       | 赤峰-呼和浩特     |        |
| CA1653                              | 呼和浩特-成都     |        |
| CA1654                              | 成都-呼和浩特     |        |
| CA1645                              | 呼和浩特-海口     |        |
| CA1646                              | 海口-呼和浩特     |        |
| CA1665                              | 呼和浩特-上海浦东 |        |
| CA1666                              | 上海浦东-呼和浩特 |        |
| CA8101                              | 呼和浩特-沈阳     |        |
| CA8102                              | 沈阳-呼和浩特     |        |
| CA8103                              | 呼和浩特-贵阳     |        |
| CA8104                              | 贵阳-呼和浩特     |        |
| CA1102                              | 呼和浩特-北京     |        |
| CA1101                              | 北京-呼和浩特     |        |
| CA1149/CA1141                       | 北京-鄂尔多斯     |        |
| CA1150/CA1142                       | 鄂尔多斯-北京     |        |
| CA1123                              | 北京-通辽         |        |
| CA1124                              | 通辽-北京         |        |
| CA1237                              | 北京-运城         |        |
| CA1238                              | 运城-北京         |        |
| CA1847                              | 北京-南京         |        |
| CA1848                              | 南京-北京         |        |
| CA1147                              | 北京-巴彦淖尔     |        |
| CA1148                              | 巴彦淖尔-北京     |        |
| CA1541                              | 北京-宁波         |        |
| CA1542                              | 宁波-北京         |        |
| CA1891                              | 北京-北海         |        |
| CA1892                              | 北海-北京         |        |
| CA1681                              | 北京-牡丹江       |        |
| CA1682                              | 牡丹江-北京       |        |
| CA1559                              | 北京-烟台         |        |
| CA1560                              | 烟台-北京         |        |
| CA1597                              | 北京-威海         |        |
| CA1598                              | 威海-北京         |        |

## 机队
截至 2021 年 3 月，中國國際航空內蒙古公司共运营 9 架客机，皆为波音 737 系列：
| 机型     | 小记 | 飞机编号                                                       |
| -------- | ---- | -------------------------------------------------------------- |
| B737-700 | 1    | B-5226                                                         |
| B737-800 | 8    | B-1217、B-1458、B-1769、B-2670、B-206T、B-5680、B-1418、B-5477 |
| 合计     | 9    | 平均机龄：7.4 年                                               |

当前机队彩绘/特别涂装飞机情况：
天骄内蒙古：B-5226

## 股权
- 中国国际航空股份有限公司持有 80% 股权
- 内蒙古国有资产运营有限公司持有 20% 股权